# Турчанінов Ратмір Дмитрович
Турчанінов Ратмір Дмитрович (нар. 27 червня 2002) — український боксер-любитель, що виступає у першій середній ваговій категорії. Бронзовий призер Чемпіонату України 2022
, Чемпіонату України 2025 та переможець Кубка України 2024. Майстер спорту України. 

## Біографія

##### Освіта
Навчався у:
- Чернівецькому національному університеті імені Юрія Федьковича:
  - Диплом бакалавра з відзнакою спеціальності "Середня освіта", освітня програма "Англійська мова і література та друга іноземна мова" (2023);
  - Диплом магістра з відзнакою спеціальності "Філологія", освітня програма "Французька мова та друга іноземна мова. Переклад з двох мов. (2024)"
- Івано-Франківському коледжі фізичного виховання та спорту:
  - Диплом молодшого спеціаліста спеціальності "Фізична культура і спорт", освітня програма "Тренерська діяльність в обраному виді спорту" (2021);
  - Диплом бакалавра з відзнакою спеціальності "Фізична культура і спорт", освітня програма "Тренерська діяльність в обраному виді спорту" (2023).
- Національному університеті фізичного виховання і спорту України:
  - Диплом магістра з відзнакою спеціальності "Фізична культура і спорт", освітня програма "Фізичне виховання" (2024).

##### Громадська діяльність
- Голова комітету спорту, туризму та екології молодіжного парламенту при Чернівецькій міській раді (2022-2024).

## Професійна кар'єра у боксі
| № п/п | Результат | Рекорд | Суперник           | Спосіб | Раунд | Дата              | Місце проведення                    | Примітки |
| 1     | Перемога  | 1-0    | Maksym Kotyk       | TKO    | 1     | 14 серпня 2021    | All Star Boxing Club, Kyiv, Ukraine |          |
| 2     | Перемога  | 2-0    | Oleksandr Cherviak | TKO    | 3     | 10 листопада 2021 | Rovesnyk Hall, Kyiv                 |          |
| 3     | Перемога  | 3-0    | Andrii Kartishov   | TKO    | 4     | 23 березня 2024   | Lviv, Ukraine                       |          |
| 4     | Перемога  | 4-0    | Azar Ponomarenko   | W-UD   | 4     | 28 листопада 2024 | Malevich Night Club, Lviv           |          |